# Deux maris, des soucis !
Pour plus de détails, voir Fiche technique et Distribution.
Deux maris, des soucis ! (Along Came Auntie) est un film muet américain réalisé par Fred Guiol et Richard Wallace, sorti en 1926.

## Synopsis
Mme Remington Chow dissimule son second mariage à sa tante afin de recevoir un gros héritage. Elle a des difficultés financières et envisage de prendre à nouveau des locataires, au grand dam de la bonne. Un homme se présente à la porte avec un bulldog et exige qu'elle paie sa dette. Alors que la femme de chambre sort, l'homme se glisse à l'intérieur.
M. Chow revient de vacances alors que son premier mari la divertit avec un violon. L'agent de recouvrement se cache dans le piano. Lorsqu'il sort, il est mêlé à la bagarre entre les maris. Tante Alvira arrive. Mme Chow dit qu'elle est toujours mariée à Vincent. Mme Chow dit qu'ils sont amis et qu'ils jouent à un jeu brutal "Duck the Knob". Mme Chow dit à son mari de faire semblant d'être le locataire.
Tatie aime Vincent et s'assied sur son genou. Elle voit Mme Chow embrasser celui qu'elle croit être le locataire et demande à Vincent d'intervenir. M. Chow prend son arme pour l'immobiliser. Ce dernier s'échappe.

## Fiche technique
- Titre original : Along Came Auntie
- Réalisation : Fred Guiol et Richard Wallace
- Scénario : Stan Laurel et H. M. Walker (intertitres)
- Photographie : Floyd Jackman
- Montage : Richard C. Currier
- Directeur de production : F. Richard Jones
- Producteur : Hal Roach
- Société de production : Hal Roach Studios
- Société de distribution : Pathé Exchange
- Pays de production : États-Unis
- Langue : intertitres en anglais
- Format : Noir et blanc - 35 mm - 1,37:1  -  Muet
- Genre : Comédie
- Longueur : deux bobines
- Date de sortie : États-Unis : 25 juillet 1926

## Distribution
- Glenn Tryon : Remington Chow, le second mari
- Vivien Oakland : Mrs. Remington Chow - l'épouse
- Oliver Hardy : Mr. Vincent Belcher, le premier mari
- Tyler Brooke : le shérif adjoint
- Martha Sleeper : Marie, la bonne
- Lucy Beaumont : tante Alvira
- Frank H. Wilson (non crédité)